# Inocencio de Mérida
Inocencio de Mérida o simplemente Inocencio fue obispo de  Mérida desde el año 606 y su pontificado duró hasta cerca de 616. Sabemos de este obispo por lo que escribió de él el diácono  emeritense Paulo en el último capítulo de su obra. De él decía que era un hombre de gran santidad y costumbres inocentes por lo que su forma de ser va muy ligada a su nombre porque a nadie hizo mal alguno. Cuando murió su antecesor todos miraron hacia él, que estaba en el Orden de los Diáconos pero como en último lugar.
En el año 610 llegó a Toledo el rey Gundemaro y allí concurrieron bastantes obispos a recibirle pues estos se encontraban allí, entre ellos estaba Inocencio, para asistir al «Concilio de Toledo» al que solo se había convocado a los obispos de la metrópoli cartaginense. Sin embargo, el rey quiso que tomasen parte de este concilio los demás prelados presentes que eran San Isidoro, Inocencio a los que les siguieron los de Tarragona y Narbona con otros veintidós obispos más.
Inocencio fue ordenado obispo inmediatamente después de la muerte de su antecesor  San Masona, conclusión a la que llega Enrique Flórez después de efectuar numerosos cálculos y manejas diferentes hipótesis. Así mismo, calcula que la duración de su pontificado no debió de ser mayor de diez años.